# Navarretia
Navarretia là một chi thực vật có hoa trong họ Polemoniaceae.

## Loài
Chi Navarretia gồm các loài: